# ジョリビー・フード・コーポレーション
ジョリビー・フード・コーポレーション(Jollibee Foods Corporation)は、フィリピンの企業。フィリピン総合指数構成銘柄。略称はJollibeeコーポレーション。
フィリピンでジョリビー750店に加えグループ店含め約2700店を展開するフィリピン最大手の外食企業。
1993年にはフィリピン株式市場に上場、1993年、ピザチェーンのグリーンニッチ ピザ&パスタを買収、2000年、中華系ファストフードのChowking、2011年、フィリピンのバーガーキングも買収、2005年、ケーキ製造・販売のレッドリボンも買収。
2018年、Smashburgerを買収して、2019年、ザ・コーヒービーン & ティーリーフを買収した。
現在、フィリピンの他にアメリカ、香港、ベトナム、インドネシア、ブルネイ、サウジアラビア、カタール、クウェート、シンガポール、バーレーン、UAEに進出している。日本進出も予定している。

## アメリカ合衆国での展開
2015年10月、3億3,500万ドルで評価する契約で、アメリカのファーストフードバーガーチェーンSmashburgerの株式40％を取得したと発表した。2018年12月、Smashburgerの株式の100パーセントを取得し、完全な支配権を獲得した。
2018年9月7日、米国に本拠を置くメキシコ料理レストラン、米国で人気のメキシコ料理店を展開するトルタス・フロンテアの株式47％を1,240万ドルで取得すると発表した。
2019年7月24日、ザ・コーヒービーン & ティーリーフを3億5000万ドルで買収した
。

## 主なチェーン
- ジョリビー - ハンバーガー、スパゲッティ、チキン、地元のフィリピン料理を専門とするアメリカ風の料理を提供するフィリピンスタイルのファーストフードレストラン。
- チョーキング (飲食店) - 中華料理メニューを提供するファスト フードで、主に麺類、点心、トッピングの丼ものを販売する。
- グリーンニッチ ピザ&パスタ - ピザやパスタを専門としたさまざまなイタリア料理のメイン料理とサイド料理を提供する。
- マング・イナサル - バーベキューファーストフードレストランチェーン。
- レッドリボン (ケーキ屋) - ケーキを専門とする幅広い種類の焼き菓子を提供する。
- バーガーキングフィリピン - アメリカのハンバーガーファストフードチェーン。バーガーキングのフィリピンにおける運営を行う。
- ハイランズコーヒー - ベトナムのトップカフェチェーン。
- Smashburger - アメリカのファストカジュアルハンバーガーレストランチェーン。
- Yonghe King (永和大王) - 麺類を専門とする中華ファーストフードレストラン。
- Honzhuangyuan (宏状元) - 中国のファーストフードチェーン。
- Tortas Frontera - シェフのリック・ベイレス氏による米国拠点のメキシコ料理レストランで、株式の47%を所有。
- パンダエクスプレスフィリピン - パンダレストラングループと合弁事業でフィリピンチェーンを運営、株式の50%を所有。
- PHO24 -フォーを専門とするベトナム風レストラン チェーン。ジョリビーの子会社であるスーパーフーズグループが所有。
- ザ・コーヒービーン & ティーリーフ - 1963年に設立されたアメリカのコーヒーチェーン。2019年に買収。
- ヨシノヤフィリピン(吉野家) - ヨシノヤジョリビーフーズ社を通じて日本のファストフードチェーンである吉野家との合弁会社であり、フィリピンチェーンを運営する。株式の50%を所有。
- Tim Ho Wan Asia-Pacific (添好運) - ミシュランの星付きレストラン、株式の85%を所有。
- ミルクシャ (迷客夏)  - 台湾のミルクティーチェーン。2021年に運営するミルクショップインターナショナルの51%を買収。台湾では「最高のミルクティー」ブランドと言われている。